# Igreja Matriz de Barão de São João
A Igreja Matriz de Barão de São João, igualmente denominada de Igreja de São João Baptista, é um edifício religioso na localidade de Barão de São João, no concelho de Lagos, em Portugal.

## Descrição e história
A igreja foi provavelmente construída entre os séculos XV e XVI, durante os Descobrimentos Portugueses, época em que a povoação teve um grande desenvolvimento devido ao fornecimento de madeiras para a construção naval. Foi desde logo dedicada a São João Baptista, que era o padroeiro da freguesia, e que deu origem ao nome da povoação, sendo conhecida em 1258 como S. Johanne Babtista.